# Cytowiany
Cytowiany (lit. Tytuvėnai) – miasto na Litwie, położone w okręgu szawelskim, 17 km od Kielm.
W czasie Powstania Styczniowego doszło pod Cytowianami do bitwy (7 kwietnia 1863) powstańców z wojskiem rosyjskim, w którym zginął naczelnik wojenny Zygmunt Cytowicz (1833-1863).
W pobliżu znajduje się stacja kolejowa Cytowiany, położona na linii Radziwiliszki – Pojegi.

## Zabytki
- kościół i klasztor - w XVII wieku właścicielem był Andrzej Wołłowicz, chorąży Wielkiego Księstwa Litewskiego, starosta żmudzki. Ufundował i wybudował w stylu gotycko-renesansowym kościół i klasztor  dla sprowadzonych  w 1613 bernardynów z Wilna. Zespół kościelno-klasztorny przebudowano w XVIII wieku nadając mu cechy barokowe. Remontowany w okresie międzywojennym oraz w latach 70. XX wieku. Zespół należy do cennych zabytków na Litwie ze względu na wystrój wnętrza (ołtarze, obrazy, nagrobki).

- cerkiew prawosławna pw. Kazańskiej Ikony Matki Bożej, wzniesiona w latach 1873–1875
- zamek krzyżacki Cydar z 1493 r.
- parterowy dwór, od frontu portyk z czterema kolumnami podtrzymującymi tympanon[1]

## Miasta partnerskie
- Miastko, (Polska)